# Rugosophysis hudepohli
Rugosophysis hudepohli là một loài bọ cánh cứng trong họ Cerambycidae.